# Zębiełek olbrzymi
Zębiełek olbrzymi (Crocidura goliath) – gatunek owadożernego ssaka z rodziny ryjówkowatych (Soricidae). Jest szeroko rozpowszechniony w Afryce Środkowej. Występuje w Kamerunie, Gwinei Równikowej, Republice Środkowoafrykańskiej, Gabonie i Demokratycznej Republice Konga. Izolowana populacja występuje w Afryce Zachodniej zamieszkując Wybrzeże Kości Słoniowej, Liberię i Gwineę. Głównym siedliskiem tego gatunku są nizinne, wilgotne lasy tropikalne. Ekologia i stan populacji słabo poznany. Często traktowany jako C. flavescens lub C. olivieri. Jednak stanowi on odrębny gatunek, żyjący w specjacji sympatrycznej z C. olivieri. W Czerwonej księdze gatunków zagrożonych Międzynarodowej Unii Ochrony Przyrody i Jej Zasobów został zaliczony do kategorii LC (najmniejszej troski). Nie są znane zagrożenia dla całości populacji tego gatunku.

## Podgatunki
Wyróżniono dwa podgatunki C. goliath. Jednak populacja z Afryki Zachodniej (C. g. nimbasilvanus) charakteryzuje się mniejszymi rozmiarami, krótszą sierścią i różni się genetycznie od populacji z Afryki Środkowej i najprawdopodobniej stanowi odrębny gatunek.
- C. goliath goliath
- C. goliath nimbasilvanus